# 大眼黑巨口魚
大眼黑巨口魚（学名：Melanostomias melanops）为輻鰭魚綱巨口鱼目巨口鱼科的其中一種。分布於全球三大洋海域，為深海魚類，棲息深度350-1024公尺，本魚體細長，具一短且非能伸展的吻。觸鬚有細長的莖，體黑色，觸鬚的莖沒有顏色除了基底，觸鬚的頂端無色或有不規則的深色區塊，背鰭軟條13枚，臀鰭軟條15枚，體長可達26公分。

## 扩展阅读
維基物種上的相關：大眼黑巨口魚